# LEDA 2077222
A LEDA 2077222 egy galaxis a Nagy Medve csillagképben. Távolsága kb. 1000 millió fényév.
2024 február 3-án egy szupernóvát, a SN 2024bxn-t fedezték fel benne. Ennek fényessége 20,37 magnitúdó volt a felfedezéskor. 
A galaxis a LEDA 2077261-tel párban van.